# 수정관광화물
수정관광화물은 경상북도 상주시의 전세버스, 화물운송업 및 인천광역시의 시내버스 회사이며, 본사는 경상북도 상주시 사벌국면 상풍로 390에 있다.

## 연혁
- 1995년 5월 19일: 주식회사 수정고속관광으로 설립.
- 2000년 9월 5일: 경상북도 상주시 무양동 248로 본사 이전.
- 2001년 7월 5일: 충청북도 보은군 보은읍 삼산리 10-6에 보은영업소 설치.
- 2002년 9월 24일: 주식회사 수정고속관광에서 주식회사 수정항공화물로 사명 변경, 본사를 상주시 사벌국면 상풍로 390[엄암리 735-1]로 이전, 보은영업소 폐지 및 상주시 무양동 248에 상주영업소 설치.
- 2004년 3월 9일: 사명을 주식회사 수정항공화물에서 주식회사 수정관광화물로 변경.
- 2009년 4월 1일: 대구광역시 동구 서호동 118-10에 대구지점 설치.
- 2009년 9월 7일: 대구지점을 대구광역시 동구 신천동 349-1로 이전.
- 2012년 3월 12일: 상주지점을 상주시 남성동 12-111로 이전.
- 2014년 7월 7일: 서울특별시 용산구 백범로90길 26, 101동 409호(문배동, 용산아크로타워)에 서울지점 설치.
- 2014년 8월 18일: 인천광역시 서구 청라에메랄드로102번길 10(연희동)에 인천지점 설치 및 시내버스 운송업 면허 취득.
- 2015년 6월 23일: 상주지점을 현 위치인 상주시 동수1길로 이전.
- 2016년 8월 30일: 서울지점 폐쇄. 인천지점을 인천광역시 서구 가정로152번길로 이전.
- 2020년 9월 8일: 경상북도 구미시 봉곡북로에 구미지점 설치.
- 2021년 6월 9일: 인천지점을 서구 염곡로로 이전.

## 운행 노선

### 국토교통부의 광역급행버스
- ● M6628번: 석남동 - 거북시장 - 성민병원 - 신현치안센터 - 신현쇼핑 - 가정역(루원시티) - 서인천 나들목 - 경인고속도로 - 신월 나들목 - 국회대로 - 선유고등학교 - 양화대교 - 합정역 - 홍대입구역 - 신촌오거리, 현대백화점 - 지하 신촌역 - 연세대학교 정문

## 보유 차량
현대자동차
- 뉴 프리미엄 유니버스 스페이스 럭셔리
- 뉴 프리미엄 유니버스 엘레강스 FCEV

## 본점 및 지점 현황
- 본점: 경상북도 상주시 사벌국면 상풍로 390
- 상주지점: 경상북도 상주시 동수1길 3, 2층 (무양동)
- 대구지점: 대구광역시 동구 동부로30길 103 (신천동)
- 인천지점: 인천광역시 서구 염곡로 133, 3동 (가좌동)
- 구미지점: 경상북도 구미시 봉곡북로 92-1, 4층 (봉곡동)